# Fritz Lampert
Fritz Heinrich Lampert (* 4. Mai 1933 in Frankfurt am Main) ist ein deutscher Arzt, Professor für Kinderheilkunde und Krebsforscher.

## Leben und Werk
Fritz Lampert wurde als Sohn von Ilse Lampert, geborene Eckart, und des Internisten und Medizinprofessors Heinrich Lampert geboren; er wuchs in Bad Homburg vor der Höhe auf. In den 1950er Jahren studierte er Medizin und Philosophie an den Universitäten Frankfurt, Berlin, Paris. Promoviert wurde Lampert zum Dr. med. 1959 an der Universität Frankfurt. Zur weiteren medizinischen Ausbildung als Kinderarzt und Krebsforscher verbrachte er mehrere Jahre in den USA; so 1959/1960 im Rotating internship, 1964/1965 im Research fellowship und 1968/1969 als Visiting scientist. Lampert habilitierte sich 1968 in Erlangen, wo er an der Universität Erlangen-Nürnberg seit 1962 klinisch und zuletzt als Oberarzt tätig gewesen war, und wurde ab 1968 Privatdozent dort und anschließend in München. Danach arbeitete er als Abteilungsvorsteher in München (ab 1974 als außerplanmäßiger Professor) und als Leiter der Kinderpoliklinik in Gießen. Seit 1999 ist er im Ruhestand. 
Lampert befasste sich vor allem mit Tumoren im Kindesalter. In Deutschland führte er die erste Behandlungsstudie zur Heilung der Leukämie bei Kindern ein. Sein Forschungsschwerpunkt betraf die Chromosomenstruktur und -funktion von Leukämie- und Tumorzellen. 
Als Professor für Pädiatrie an der Kinderklinik der Justus-Liebig-Universität Gießen rief er 1983 die jährlich ausgefahrene „Tour Peiper“ bzw. „Tour der Hoffnung“ zur Unterstützung krebskranker Kinder ins Leben. Im Rahmen dieser Tour konnten durch Prominente auf Rennrädern bislang bereits 13 Millionen Euro an Spenden gesammelt werden.
Fritz Lampert ist evangelisch und hatte 1961 Felicitas Pleitgen geheiratet. Er hat vier Kinder (Andreas, Christina, Philipp und Friederike).

## Ehrungen
Für besondere Leistungen auf dem Gebiet der Leukämie-Zellforschung erhielt Lampert 1968 den Adalbert-Czerny-Preis der Gesellschaft der deutschen Kinderärzte.
Für seine medizinisch-humanitären Hilfsaktionen im Ausland erhielt er 1996 das Bundesverdienstkreuz erster Klasse. In Russland wurde er mit dem Ehrendoktor und einer Ehrenprofessur der Medizinischen Akademie des Urals ausgezeichnet. Das Kinderkrebszentrum dort in Jekaterinburg trägt seinen Namen.

## Veröffentlichungen (Auswahl)
- Krebs im Kindesalter. 1970; 5. Auflage 1980.
- Pädiatrie in der Praxis. 1981.
- Pädiatrie. 1982.
- Wie der Krebs bei Kindern besiegt wurde. Ein Kinderarzt erzählt sein Leben, 2., durchges. u. erw. Aufl. Schmitz: Kelkheim 2003.
- Die TOUR des Lebens. Erinnerungen eines Kinderarztes, Vindobona: Berlin 2010.